# Marek Hamšík
Marek Hamšík   (Banská Bystrica, 27 de juliol de 1987) és un futbolista eslovac que juga a la posició de centrecampista ofensiu.

## Trajectòria futbolística

### Inicis
Tot i que es va començar a formar com a jugador a l'equip de la seua ciutat natal, l'FK Dukla Banská Bystrica, Hamšík mai va arribar a debutar amb el primer equip. L'any 2002 fitxà per un gran de la Lliga eslovaca, l'Slovan Bratislava. Equip amb el qual jugà majoritàriament amb les categories inferiors, només va arribar a jugar un partit amb el primer equip, això sí, marcant un gol.

### Brescia
L'any 2004 fou fitxat pel Brescia Calcio italià per uns 500.000 €, arribà com un jove jugador de futur que encara no havia complert els 18 anys. La temporada 2004/05 només jugà un partit a la Serie A. El Brescia Calcio va acabar descendint de categoria i Hamšík va jugar les dues següents temporades a la Serie B, marcant 10 gols amb 65 partits.

### SSC Napoli

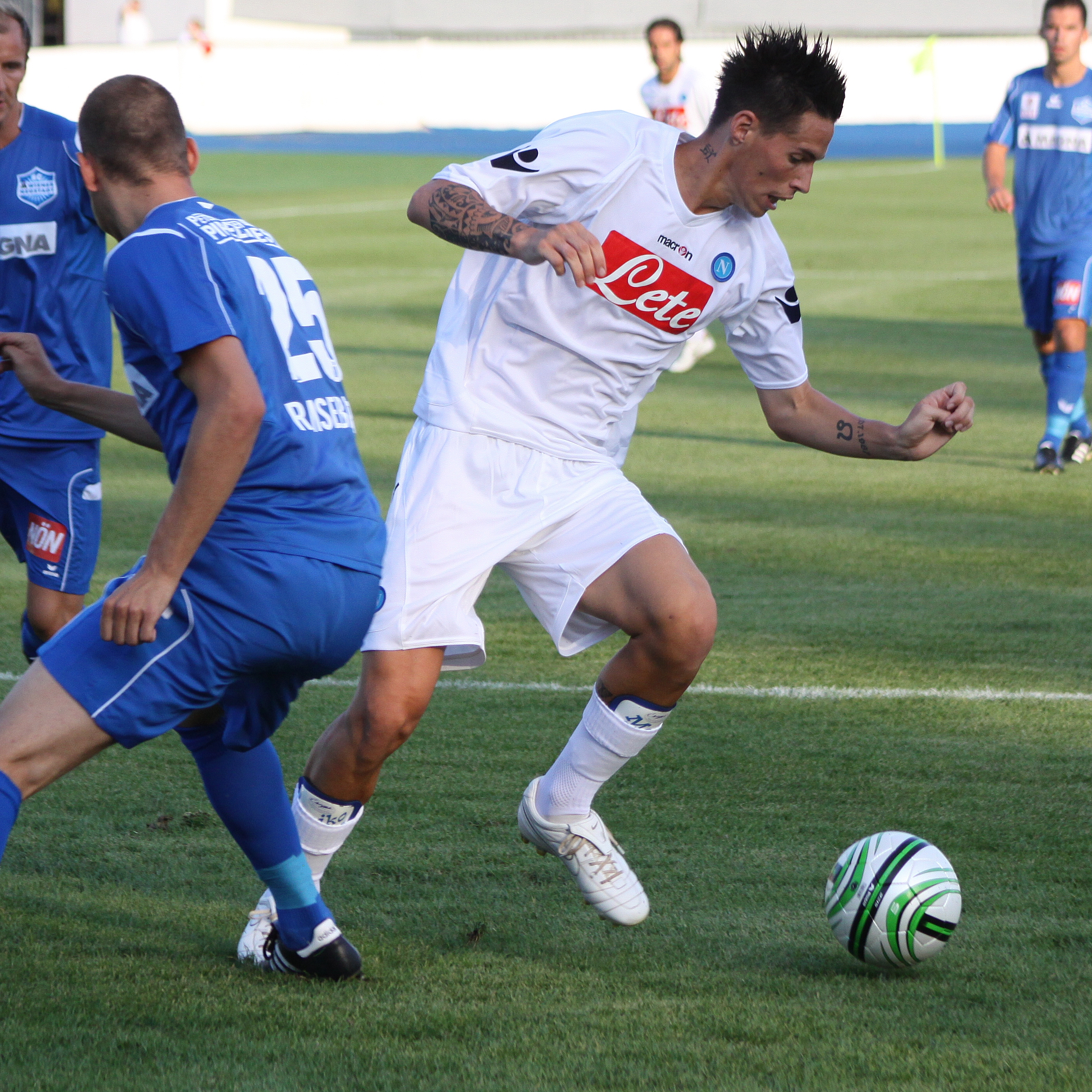
Hamšík jugant amb la camiseta de l'SSC Napoli

L'SSC Napoli confià amb el jove jugador eslovac en el seu retorn a la Serie A, fitxà al jugador l'estiu del 2007 per una xifra propera als 5.5M€. Aquell mateix estiu el jugador va ser ofert a l'Inter de Milà, a la Juventus FC i a l'AC Milà, però tots tres equips el refusaren. El seu rendiment amb l'equip napolità li ha valgut el reconeixement a nivell internacional, i fins i tot s'ha especulat amb el possible interès del FC Barcelona.

### Selecció

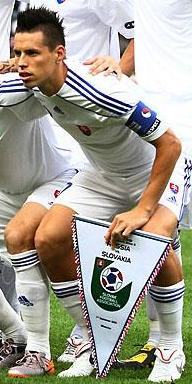
Hamšík amb la samarreta de la selecció eslovaca.

Amb la selecció eslovaca va prendre part del Mundial 2010. Aquesta va ser la primera vegada que Eslovàquia arribà a la fase final d'un Mundial, caigué eliminada a vuitens de final per la selecció dels Països Baixos pel resultat de 2-1. Hamšík és el capità del combinat nacional.

## Palmarès
SSC Napoli
- 2 Copes d'Itàlia: 2011-12, 2013-14
- 1 Supercopa d'Itàlia: 2014

Trabzonspor
- 1 Lliga turca: 2021-22
- 1 Supercopa turca: 2022